# Corentin Carne
Corentin Carne, né le 18 juin 1996 à Lens dans le Pas-de-Calais, est un joueur français de basket-ball évoluant au poste d'arrière.